# Xysticus tristrami
Xysticus tristrami är en spindelart som först beskrevs av O. Pickard-Cambridge 1872.  Xysticus tristrami ingår i släktet Xysticus och familjen krabbspindlar. Inga underarter finns listade i Catalogue of Life.